# Danyang (Südkorea)
Der Landkreis Danyang (kor.: 단양군, Danyang-gun) befindet sich in der Provinz Chungcheongbuk-do. Der Verwaltungssitz befindet sich in der Stadt Danyang-eup. Der Landkreis hatte eine Fläche von 781 km² und eine Bevölkerung von 29.970 Einwohnern im Jahr 2019.
Das geografische Gelände ist zu 83,7 % bergig und nur zu 11,2 % kultivierbar. Es ist sehr rau, außer in einigen städtischen Gebieten und Dörfern, die in den Tälern und Hügeln zu finden sind. Das Hauptwassersystem erstreckt sich vom oberen Strom des 23,7 km langen Namhan-Flusses, der durch den Landkreis fließt.

Lage des Landkreises in Chungcheongbuk-do